# Монсхајм
Монсхајм (њем. Monsheim) општина је у њемачкој савезној држави Рајна-Палатинат. Једно је од 69 општинских средишта округа Алцеј-Вормс. Према процјени из 2010. у општини је живјело 2.500 становника. Посједује регионалну шифру (AGS) 7331048.

## Географски и демографски подаци
Монсхајм се налази у савезној држави Рајна-Палатинат у округу Алцеј-Вормс. Општина се налази на надморској висини од 143 метра. Површина општине износи 9,6 km². У самом мјесту је, према процјени из 2010. године, живјело 2.500 становника. Просјечна густина становништва износи 260 становника/km².